# Pour l'amour de l'enfant

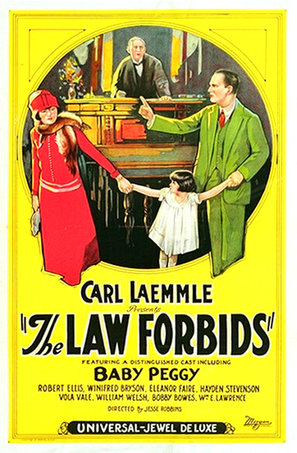
Affiche du film

Pour l'amour de l'enfant (The Law Forbids) est un film américain réalisé par Jess Robbins et sorti en 1924.

## Synopsis
Le dramaturge Paul Remsen et sa femme Rhoda se séparent. Rhoda emmène leur fille Peggy avec elle pour vivre à la campagne, où Peggy a un coq de compagnie nommé Alexander. Peggy se rend à New York à la recherche de son père. Il a engagé une vamp, l'actrice Inez Lamont, qui figure dans une nouvelle pièce qu'il a écrite. L'enfant déambule d'abord dans les coulisses puis sur scène lors de la soirée d'ouverture de la production. Grâce à elle, une réconciliation s'opère entre les parents.

## Fiche technique
- Titre : Pour l'amour de l'enfant
- Titre original : The Law Forbids
- Réalisation : Jess Robbins
- Scénario : Lois Zellner, Ford Beebe
- Production : Universal Pictures
- Genre : Romance[1]
- Durée : 60 minutes (6 bobines)[2]
- Date de sortie : 7 avril 1924

## Distribution
- Baby Peggy : Peggy Remsen
- Robert Ellis : Paul Remsen
- Elinor Fair : Rhoda Remsen
- Winifred Bryson : Inez Lamont
- James Corrigan : John Martin
- Anna Dodge : Martha Martin
- Joseph J. Dowling : Juge
- Ned Sparks : Clyde Vernon
- Eva Thatcher : Mrs. Grimes
- Victor Potel : Joel Andrews
- W. E. Lawrence : Monte Hanley

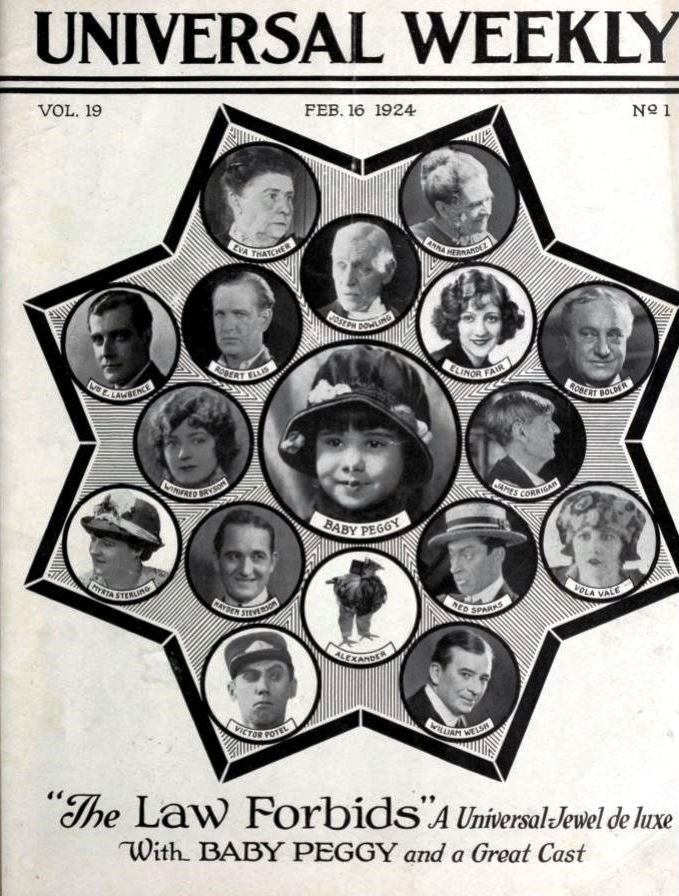
Annonce du film The Law Forbids dans Universal Weekly.

- Hayden Stevenson : avocat de la défense
- William Welsh : Lawyer for the Plaintiff
- Bobby Bowes : Producteur